# Bandai
A Bandai Co., Ltd. (株式会社バンダイ, Kabushiki-gaisha Bandai) é uma companhia japonesa fabricante de brinquedos e produtora de animações. Ela é a quarta maior produtora de brinquedos do mundo e após se fundir com a desenvolvedora e produtora de jogos de vídeo games Namco, a Bandai passou a ser gerenciada pela Bandai Namco Holdings.

## História
A Bandai foi fundada em 1950. Alguns dos seus primeiros brinquedos de lata são altamente procurados para coleções; um modelo pode ser vendido por cerca de US$150.
Desde os anos 80, a Bandai se tornou a companhia de brinquedos dominante do Japão e hoje em dia, tem as principais licenças de brinquedos do Japão para propriedades populares como Godzilla, Ultraman, Kamen Rider, Dragon Ball, Saint Seiya, séries de Super Sentai (em que eles tomam parte na criação), Gundam e muitos outros.

## Relação com aToei Animation
A Bandai já foi acusada de corrupção com a sua principal parceira, a Toei Animation, pelo fato da Bandai ser a responsável pela criação de muitos fillers, como em Saint Seiya (Cavaleiros do Zodíaco) ou Dragon Ball, onde vários personagens foram inseridos pela Toei a mando da Bandai, para que mais bonecos fossem lançados.

## Subsidiárias
A Bandai tem muitas subsidiárias. Mais detalhes sobre elas abaixo:

### Bandai Visual (Emotion)
A Bandai Visual (Emotion), produz e distribui muitos títulos de animes e tokusatsu populares. Entre os seus títulos incluem Cowboy Bebop, The Big O, Outlaw Star, Superman, The Vision Of Escaflowne, a franquia Mobile Suit Gundam e Witch Hunter Robin. O logotipo da companhia é um Moai, uma estátua encontrada na Ilha de Páscoa.

### Bandai America
Bandai America é o ramo de distribuição americano da Bandai que produz brinquedos para o mercado dos Estados Unidos. Ela distribui jogos da Bandai e muito dos títulos de anime da Bandai Visual (além de animes licenciados por outros estúdios de animação, como .hack//SIGN) nos Estados Unidos através do seu ramo Bandai Entertainment localizado em Cypress, Califórnia e no Canadá, através da Bandai Entertainment Canada, que se localiza em Mississauga, Ontário.
Ocasionalmente, fãs das séries Super Sentai e Power Rangers reclamam da qualidade inferior de versões japonesas dos brinquedos lançados pela Bandai America, o que ocorreu quando trouxeram a linha Power Rangers. Várias reclamações feitas por fãs giram em torno dos "Mecanismos Henshin" do Sentai e do fato de que eles não foram miniaturizados, de que foram destituídos de muitos de seus dispositivos eletrônicos originais, de que algumas partes foram removidas ou substituídas e de que faltam aos brinquedos os detalhes de pintura dos brinquedos originais.
Outras reclamações giram em torno dos "Mecha" dos Sentai e dos "Zords" dos Power Rangers. Estas reclamações incluem a reposição de partes revestidas de metal por plástico, armas cujas lâminas têm pontas redondas ao invés de pontiagudas, de grandes adesivos "Power Rangers" pregados nos brinquedos, o uso de menos tinta que nos brinquedos originais e do fato de que muitas partes "cromadas" têm coloridos mais desbotados do que em suas cores originais.

### Bandai Visual USA
A Bandai Visual USA foi fundada em 2005 como uma subsidiária totalmente pertencente a Bandai Visual Co., LTD com a missão de facilitar um envolvimento mais forte, mais ativo, no posicionamento, marketing e distribuição de programas Bandai Visual na América do Norte. De sua base em Torrance, Califórnia, a Bandai Visual USA busca formar novas alianças e reforçar os laços existentes no esforço de fortalecer a presença internacional da Bandai Visual como um produtor e provedor de conteúdo no sempre crescente e diversificado mercado de programas especiais.
A Bandai Visual USA estabeleceu a logomarca Honneamise, o nome é uma referência ao reino imaginário do filme Força Espacial Real: As asas de Honneamise. A logomarca Honneamise é representada pelas três cores primárias em vórtices individuais e convergentes. Azul e amarelo significam o rótulo de emoção que foi iniciado em 1983 com a fundação da companhia e a guiaram para o sucesso de hoje no mercado japonês. A Bandai Visual é representada na logomarca Honneamise pelo vermelho. Com esta logo, estamos determinados a integrar o velho e o novo, Japão e outros países, criadores e usuários, para gerar entretenimentos novos e mais profundos.
O carro-chefe apropriado desta nova companhia será relançar os filmes Patlabor um e dois em edições standard e limitada. Estes lançamentos irão conter o vídeo remasterizado, anamórfico e recentemente gravado do DVD da versão japonesa 5.1. Haverá também uma recém gravada dublagem em inglês e legendas em inglês nos discos. A edição limitada do filme um também vai conter um enredo de 300 páginas traduzidas por Mamoru Oshii e um livro arquivo de 184 páginas.

### Bandai Games
A Bandai Games produz e distribui videogames baseados em produtos da Bandai, incluindo Mobile Suit Gundam: Zeonic Front, Gundam Wing: Endless Duel, e Mobile Suit Gundam: Journey to Jaburo. A Bandai Games abriu recentemente um escritório nos Estados Unidos.

### Carddass
Carddass é a subsidiária da Bandai que lançou os Jogos de Troca de Cartas de muitas das franquias da Bandai, tais como a popular série Digimon a Guerra de Gundam para as metas-séries Gundam e Gash Bell (Zatch Bell) TCG, e as mais recentes TGC, Rangers Strike (Sentai).

## Consoles

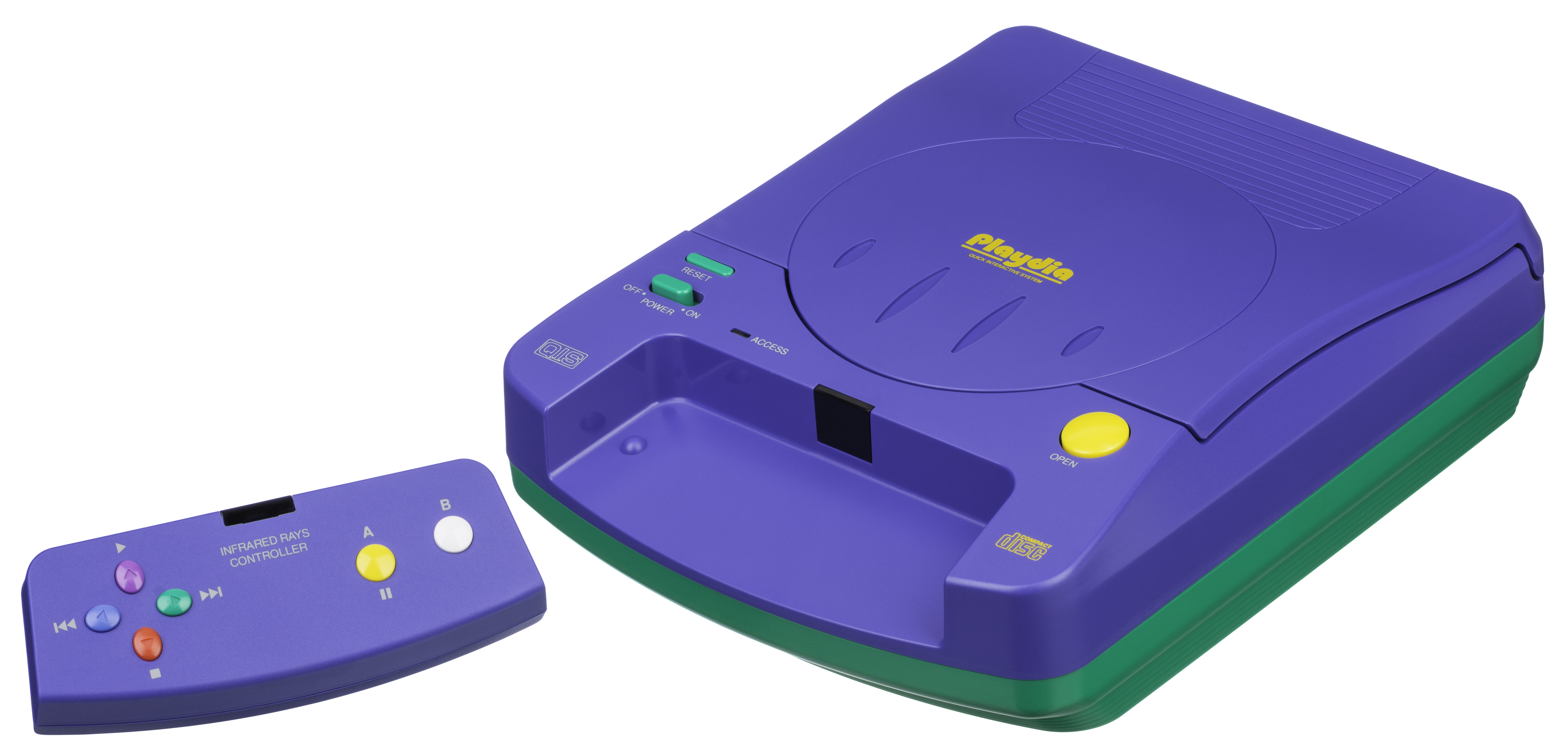
O Playdia.

Durante a década de 1970 a Bandai lançou vários consoles baseados em Pong chamados de TV Jack, durante a década de 1980 produziu várias máquinas de arcade, além de distribuir os consoles Intellivision e eVectrex no Japão, em 1994 lançou o seu console Playdia, em 1996 lançou o Pippin em parceria com a Apple.

## Consoles portáteis

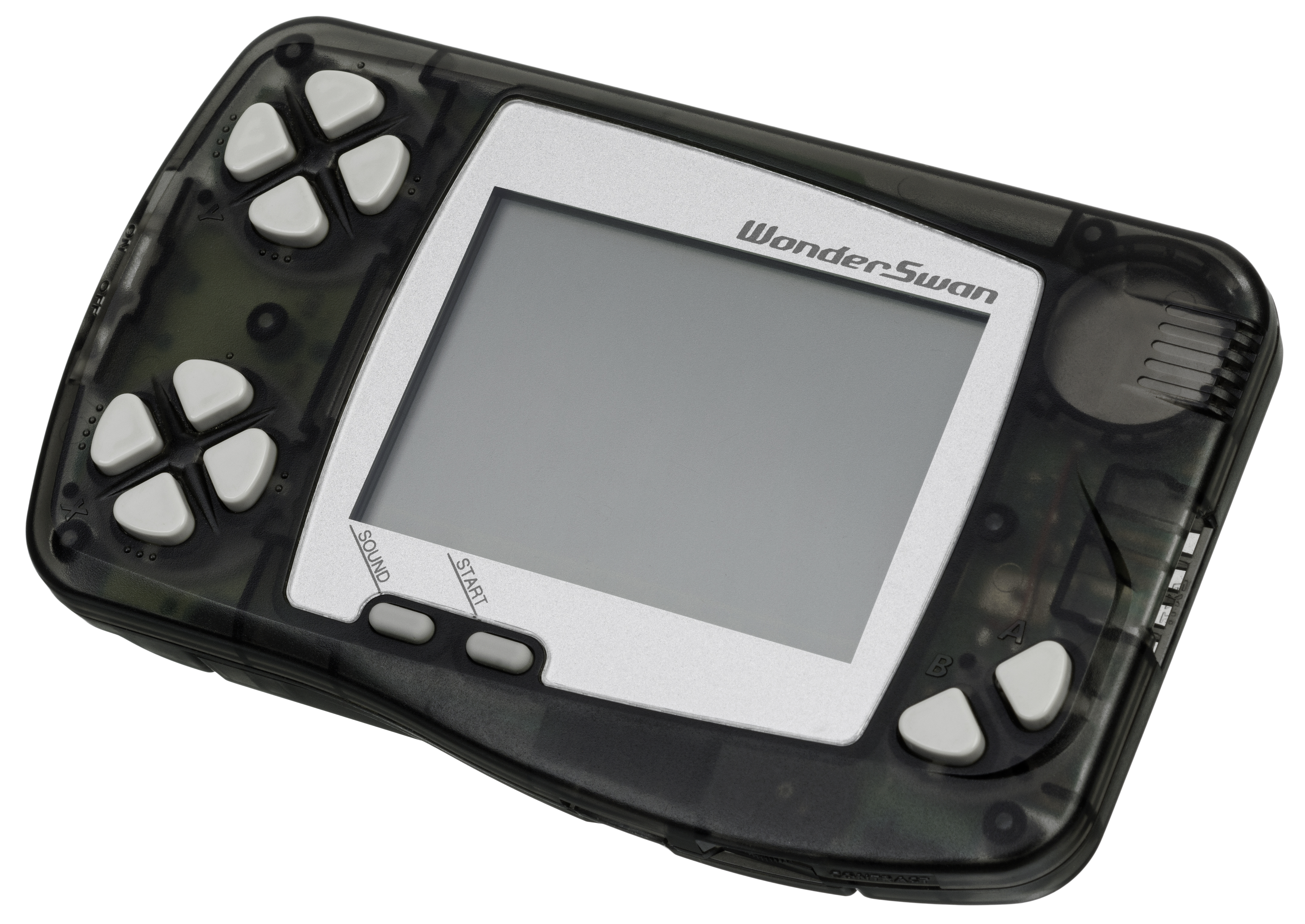
O WonderSwan.

A Bandai também lançou uma série de consoles portáteis de jogos incluindo o WonderSwan, o WonderSwan Color, e o SwanCrystal. Estes sistemas foram lançados somente no Japão.